# Zuur-basetitratie

Principe van titratie: een titratiecurve.

Een zuur-basetitratie (soms ook acidimetrische titratie genoemd) is een titratietechniek waarmee de onbekende concentratie van een zuur of base in een oplossing kan worden bepaald. De bepaling vindt plaats door de zure of basische oplossing nauwkeurig te neutraliseren met behulp van een oplossing waarvan de zuur- of baseconcentratie bekend is. De neutralisatie vindt plaats door een zuur-basereactie. De oplossing met onbekende concentratie is de titer; de oplossing met de bekende concentratie is de titrant. Aan de hand van de hoeveelheid toegevoegde vloeistof (titer) kan de concentratie van de oorspronkelijke oplossing (titrant) worden bepaald.
Aan een basische oplossing wordt zuur toegedruppeld, aan een zure oplossing wordt een base toegedruppeld, in beide gevallen tot het omslagpunt of equivalentiepunt wordt bereikt. Bij het omslagpunt is er precies evenveel titrant (zuur of base) toegedruppeld als er base of zuur in de titer aanwezig was. Het instrument waarmee het toedruppelen plaatsvindt, wordt een buret genoemd. Het omslagpunt wordt vastgesteld met behulp van een pH-indicator of door meting met behulp van een pH-meter.
Het resultaat van een titratie in het equivalentiepunt is een zoutoplossing. Het betreffende zout is samengesteld uit het anion van het gebruikte zuur en het kation van de gebruikte base. Het opgeloste zout en sommige omgevingsfactoren hebben invloed op de zuurgraad, reden waarom het equivalentiepunt niet altijd (precies) ligt bij een pH die gelijk is aan zeven. De gebruikte reagentia bepalen daarom welke indicator het meest geschikt is om het equivalentiepunt vast te stellen.

## Soorten zuur-base titraties

### Sterk zuur met sterke base
Een titratie van een sterk zuur met een sterke base, of andersom, wordt als een eenvoudige zuur-base titratie beschouwd. Dit omdat een sterk zuur en/of base in water altijd helemaal oplost en ioniseert, dit omdat hun zuurconstante/ baseconstante groot is. Een voorbeeld van deze soort titratie is de titratie van NaOH met HCl. 
Het equivalentiepunt zal altijd op een pH van 7 liggen. 

### Zwak zuur met sterke base
Een veel gebruikte titratie van een zwak zuur met sterke base, is de titratie van azijnzuur met een NaOH-oplossing. Azijnzuur wordt als een zwak zuur beschouwd omdat het niet volledig ioniseert en zal dus een evenwicht instellen met water. Op het equivalentiepunt zal al het azijnzuur zijn omgevormd naar NaCH3COO, omdat dit een Brønsted base is, zal het hydrolyseren en zal er basische pH zijn (pH > 7). 

### Zwakke base met sterk zuur
Een voorbeeld hiervan is de titratie van ammoniak met een waterstofchloride oplossing. Op het equivalentiepunt zal al het ammoniak omgevormd zijn naar NH4Cl, een zwak Brønsted zuur, dit zal dan hydrolyseren, wat resulteert in een zure pH (pH < 7). 

### Polyprotisch zuur met sterke base

Titratiecurve van een diprotisch zuur

Sommige zuren, zoals zwavelzuur of fosforzuur, hebben meerdere protonen die ze kunnen afgeven aan een oplossing. Een diprotisch zal nooit al zijn protonen tegelijk afgeven maar zal dit met verschillende stappen doen, want hoe meer protonen het molecule afgeeft, hoe negatiever het geladen zal zijn en hoe harder het de positieve waterstofionen aantrekt. Hierdoor zal de titratiecurve van een polyprotisch zuur meerdere equivalentiepunten hebben. Deze zullen duidelijk zichtbaar zijn op de titratiecurve als de zuurconstante (Kan) tienduizend keer groter is dan de volgende zuurconstante (Kan+1). 